# Barbula vulcanica
Barbula vulcanica är en bladmossart som beskrevs av Paul Pablo Günther Lorentz 1864. Barbula vulcanica ingår i släktet neonmossor, och familjen Pottiaceae. Inga underarter finns listade i Catalogue of Life.